# Аббревиация (биология)
Аббревиа́ция (от лат. abbreviatio — сокращение, укорочение) — утрата концевых стадий развития органов или отдельных структур в онтогенезе организмов. Причиной аббревиации служит изменение среды обитания или образа жизни, вследствие чего соответствующие органы теряют своё приспособительное значение и постепенно в процессе эволюции редуцируются. При аббревиации, таким образом, происходит потеря организмом признаков, характерных для его предков. Аббревиация является результатом нарушения взаимосвязей эмбриональных зачатков разных органов, что в конечном итоге приводит к их неполноценному развитию или вовсе отсутствию у сформировавшегося организма. Аббревиация происходит также при педоморфозе и неотении.
Термин был введён в 1930 году Б. С. Матвеевым; А. Н. Северцов называл аббревиацию отрицательной анаболией.
Примеры аббревиации — редукция конечностей в эволюции змееподобных ящериц, утрата человеком хвоста.